# かけはぎ
かけはぎは、衣類にできた傷や虫穴などを本来の状態に近い状態に修復する日本の伝統技術。かけつぎともいい、一般的に東京方面では「かけはぎ」、関西方面では「かけつぎ」と称されている。

## 技法
かけはぎ（かけつぎ）には差込みと織込みの2つの技法がある。
差込み（刺込み）
生地を衣類の傷に覆うようにあてがい周囲の糸をほぐして生地に差し込んでいく方法。生地には共布（ともぬの）を使用するが、共布を欠いている場合には裾の折り返しやポケットの中から布を取り利用する。
織込み
衣類の傷の周囲を固定して生地の糸（共布から抜き取った糸など）を縦糸と横糸にして織っていく方法。